# First Blood
First Blood (tựa tiếng Việt: Đổ máu) là một bộ phim hành động - hình sự - tâm lý Mỹ của đạo diễn Ted Kotcheff thực hiện, được phát hành vào năm 1982. Ngôi sao điện ảnh Sylvester Stallone vào vai John Rambo, một cựu chiến binh trong Chiến tranh Việt Nam gặp khó khăn và bị hiểu lầm với cảnh sát trưởng Will Teasle (Brian Dennehy) và Đại tá Samuel Trautman (Richard Crenna) là chỉ huy cũ và là đồng minh duy nhất của anh. Bộ phim dựa trên cuốn tiểu thuyết cùng tên của nhà văn David Morrell, nó là phần mở đầu cho loạt phim Rambo của Sylvester Stallone.
Kể từ khi phát hành, First Blood là một thành công quan trọng đối với thương mại và đã có sự nổi tiếng của loạt phim. Bộ phim phần lớn chú ý vào sự cố gắng hòa nhập với một chiến binh Mỹ sau khi giải ngũ. Vào năm 2008, bộ phim được tạp chí Empire bình chọn là một trong 500 phim vĩ đại nhất mọi thời đại.

## Nội dung
John Rambo là một cựu chiến binh Mỹ sau khi giải ngũ thì quay về Mỹ, anh từng được tặng Huân chương Danh dự cho công lao của mình trong Chiến tranh Việt Nam. Vào năm 1982, Rambo đi tìm một người bạn cũng là một người lính cùng đội với anh. Sau khi hỏi người dân địa phương, Rambo biết rằng bạn của mình đã chết vì ung thư do nhiễm chất độc màu da cam. Mặc dù bộ phim không tiết lộ cho khán giả nhưng mọi người cũng biết Rambo là người sống sót duy nhất của đội. Sau đó, Rambo vào thị trấn và gặp một xe cảnh sát. Mặc một bộ đồ kiểu quân sự, Rambo cũng gặp rắc rối với ông cảnh sát trưởng Will Teasle. Teasle sau khi biết Rambo muốn đi về hướng Nam nên đã chở anh đến một cây cầu nằm ở hướng Nam. Vừa xuống xe, Rambo bỗng đi ngược trở lại, Teasle thấy thế liền nghi ngờ Rambo là một tên tội phạm nên ông bắt Rambo về đồn cảnh sát.
Sau khi bị bắt về đồn cảnh sát và đối đầu với các sĩ quan trong đồn, Rambo đã bị cảnh sát phó Arthur Galt đánh đập. Anh liền liên tưởng đến thời gian bị lính Việt Cộng bắt trong chiến tranh. Khi bị Galt và hai sĩ quan khác cạo râu bằng dao cạo, anh liên tưởng đến cảnh lính Việt Cộng lấy dao rạch một đường ngang ngực. Điên lên và mất kiểm soát, Rambo chống trả cả đồn cảnh sát rồi cướp xe môtô chạy thẳng vào rừng. Các sĩ quan cảnh sát dẫn mấy con chó săn vào rừng và chuẩn bị một máy bay trực thăng để rà soát khu rừng. Sau khi phát hiện Rambo đang leo trên vách đá, Galt lấy súng trường và bảo phi công lái chầm chậm để ông ta có thể bắn chết Rambo, nhưng khi Rambo ném cục đá trúng cửa gương của trực thăng, người phi công giật mình và làm Galt rơi xuống. Lúc đó, Rambo trượt tay rơi xuống đất nhưng được một cây thông đỡ lại. Nhìn thấy xác chết của Galt, Teasle nổi điên lên và thề phải giết cho bằng được Rambo để trả thù cho bạn của mình.
Bị nhóm của Teasle phát hiện, Rambo có ý đầu hàng và nói anh không có lý do gì để hại họ nhưng họ không nghe. Teasle tức giận bảo đồng đội bắn tới tấp vào Rambo, nhưng Rambo bỏ chạy kịp thời. Teasle dẫn nhóm cảnh sát vào rừng tìm Rambo, họ không biết rằng Rambo đã đặt mấy cái bẫy trong rừng. Từng người trong nhóm cảnh sát tách ra và mắc phải bẫy của Rambo. Rambo lao ra lấy con dao kề cổ Teasle, anh nói vài câu đe dọa Teasle rồi bỏ chạy.
Cảnh sát bang và quân đội được gọi đến để truy tìm Rambo. Đại tá Samuel Trautman, người chỉ huy cũ của Rambo, cũng đến nơi để thuyết phục anh ra đầu hàng nhưng không thành công. Rambo chạy vào khu hầm mỏ bỏ hoang trong rừng, những người lính liền bắn hỏa tiễn M72 LAW vào đó. Sau vụ nổ, không thấy sự xuất hiện của Rambo, những người lính bỏ đi vì tưởng rằng Rambo đã chết. Thực ra trong vụ nổ, Rambo đã bí mật trốn ra ngoài bằng một đường hầm. Rambo cướp một xe tải quân sự rồi lái về thị trấn. Vừa đến thị trấn, Rambo cho chiếc xe đâm vào một trạm xăng làm nó phát nổ. Mang theo một khẩu súng máy M60, Rambo phá hủy một cửa hàng đồ chơi cùng vài cửa tiệm khác để gây sự chú ý với Teasle (lúc đó đang ở trên mái nhà của đồn cảnh sát).
Rambo bước vào đồn cảnh sát, anh nã đạn lên mái nhà khiến Teasle bị thương và rơi xuống bên dưới. Rambo định giết Teasle nhưng Đại tá Trautman ngăn cản anh. Rambo ngồi xuống bên tủ và khóc than với Trautman về một câu chuyện trong Chiến tranh Việt Nam. Nhận ra rằng mình không còn đường chạy, Rambo quyết định đầu hàng. Trautman sau đó dẫn Rambo ra ngoài gặp lực lượng cảnh sát, còn Teasle được đưa đến bệnh viện.

## Diễn viên
- Sylvester Stallone vai John Rambo
- Richard Crenna vai Đại tá Samuel Trautman
- Brian Dennehy vai Will Teasle
- Jack Starrett vai Arthur Galt
- Bill McKinney vai Dave Kern
- Michael Talbott vai Balford
- Chris Mulkey vai Ward
- John McLiam vai Orval
- Alf Humphreys vai Lester
- David Caruso vai Mitch
- David L. Crowley vai Shingleton
- Don MacKay vai Preston
- Charles A. Tamburro vai Phi công

## Cảnh bị xóa trong phim
Trong phiên bản đầu của First Blood được trình chiếu trên kênh NBC vào Chủ nhật ngày 12 tháng 5 năm 1985. Ba phút của phim đã được cắt bỏ để chỉnh sửa lại và được thêm một vài cảnh vào trong phim.

## Sản xuất
Khi Stallone chuyển sang làm bộ phim về nhân vật Rambo, nhiều diễn viên đã thử vai nhưng ông không tìm được ai thích hợp. Khi Al Pacino vào thử vai, Stallone đã chấp nhận nhưng Pacino đã từ chối khi đọc kịch bản và cho rằng Rambo như một tên điên cầm súng. Cuối cùng Stallone đành thủ vai Rambo.
Đối với vai cảnh sát trưởng Will Teasle, Brian Dennehy đã vượt qua các ứng cử viên và đã được Stallone cho nhận vai.

## Phân phối
Tác giả David Morrell đã thu âm một ca khúc cho bộ phim được phát hành vào năm 2002. Nam diễn viên Sylvester Stallone đã thu âm một ca khúc bình luận âm thanh cho First Blood Ultimate Edition DVD phát hành vào năm 2004.
Bộ phim là một thành công lớn trong sự nghiệp của Stallone sau Rocky. Dù vậy bộ phim vẫn không thoát khỏi những lời chỉ trích, tuy nhiên nó vẫn được ưa chuộng trong nước.